# 秋樱 (山口百惠歌曲)
《秋樱》（日语：秋桜）是佐田雅志填词，谱曲，山口百惠演唱的一首歌曲，发行于1977年10月1日，收录于专辑《花ざかり》中。它被选为"20世纪100首最佳日本歌曲"之一。歌曲表达女儿出嫁前留恋母亲的心情。曾被多次翻唱。

## 改编版本

### 粤语
- 陈丽斯《七月雨中》
- 甄楚倩《深夜港湾》（1988），亦由關淑怡于1995年演唱。
- 区瑞强《秋分》
- 薰妮《我何妨留下》

### 国语
- 吉娜《如风往事》
- 苏曼《昨日》
- 马小倩《昨日的回忆》
- 凤飞飞《开始或结束》
- 柯庭燕《琉璃菊》

### 英语
- The Nolans《AUTUMN CHERRY "COSMOS"》（1991）